# 12811 Rigonistern
12811 Rigonistern este un asteroid din centura principală de asteroizi.

## Descriere
12811 Rigonistern este un asteroid din centura principală de asteroizi. A fost descoperit pe 14 februarie 1996 la Cima Ekar de Ulisse Munari și Maura Tombelli. Asteroidul prezintă o orbită caracterizată de o semiaxă mare de 2,26 ua, o excentricitate de 0,15 și o înclinație de 9,4° în raport cu ecliptica.